# Владивостокский рыбокомбинат
Владивостокский рыбокомбинат — российская компания, производящая продукцию из рыбы и морепродуктов. Сокращённое наименование — ООО «ВРК». Юридический адрес: 690039, Владивосток, ул. Татарская, 1.
Основная продукция: малосольная рыба, пресервы из рыбы и морепродуктов, салаты из морской капусты с морепродуктами.
В прошлом рыбокомбинат был крупнейшим в СССР рыбоперерабатывающим предприятием. В начале 1990-х годов — крупнейшим береговым рыбоперерабатывающим предприятием Приморского края, производившим до 30 % готовой к употреблению рыбопродукции края. Добывающего флота в настоящее время у компании нет.

## История
- 1934 — На базе рыбалки Крайпотребсоюза и консервного завода «Океан» образован Владивостокский рыбокомбинат[5].
- 1975 — На мысе Фирсова, на территории около 9 га, построен новый производственный комплекс комбината, холодильник на 1470 т рыбы. Построены также 4 жилых дома для 300 семей и детский комбинат на 140 мест.[5]
- 1977 — Предприятию присвоено почётное звание «Владивостокский рыбокомбинат имени 60-летия Великого Октября»[5].
- 1976—1980 — За 10-ю пятилетку для одного только Приморского края выработано 67 тыс. т рыбопродукции[5].
- 1981 — Кроме головного предприятия и добывающего флота (суда типа МРС-150 производили лов рыбы в заливе Петра Великого), в состав комбината входят Уссурийский рыбозавод, Большекаменский рыбозавод, кулинарный цех в Арсеньеве. В районе станции Седанка — летний пансионат и дача детского комбината[5].
- 1992 — Предприятие преобразовано в ОАО с уставным капиталом 80 964 000 рублей (неденоминированных).
- 1996 — Закуплены 5 траулеров, в том числе РТМС «Тосно» — супертраулер немецкой постройки.
- 2002 — От флота остались два МРС, остальные суда проданы.
- 2003 — Начата процедура банкротства ОАО.[4]
- 2007 — Производство на комбинате остановлено. Новый собственник выкупает имущественный комплекс ОАО за 89 949 тыс. руб., за 100 тыс. руб. — торговую марку «Владивостокский рыбокомбинат», регистрирует ООО «Владивостокский рыбокомбинат» и ООО «Владивостокский рыбокомбинат ДВ».[1][3]
- 2011 — На рыбокомбинате в течение полугода проходит реконструкция и ремонт.